# Otto Hahn
Otto Hahn, nemški kemik, nobelovec, * 8. marec 1879, Frankfurt, Nemčija, † 28. julij 1968, Göttingen.
Velja za pionirja na področju radioaktivnosti in radiokemije. V svojih 89 letih je dosegel veliko odkritij in prejel številne nagrade. Leta 1938 sta Hahn in Lise Meitner odkrila jedrsko cepitev, za katero pa je le Hahn prejel Nobelovo nagrado za odkritje. Omenjajo ga tudi kot očeta jedrske kemije. Leta 1944 je prejel Nobelovo nagrado za kemijo za odkritje in radiokemijski dokaz jedrske cepitve. Proces jedrske cepitve izkoriščajo jedrski reaktorji in je ena od osnov jedrskega orožja, ki so ga razvili v ZDA med drugo svetovno vojno, po vojni pa je Otto Hahn postal strasten nasprotnik uporabe jedrskega orožja.

## Zgodnje življenje
Otto Hahn je bil najmlajši sin Heinricha Hahna, uspešnega podjetnika in steklarja, in Charlotte Hahn. Skupaj z brati Karlom, Heinerjem in Juliusom je bil vzgojen v varnem in prijetnem družinskem okolju. Pri 15 letih se je začel zanimati za kemijo in v pralnici družinskega doma izvajal preproste poskuse. Njegov oče je želel, da bi študiral arhitekturo, a ga je Otto prepričal, da je njegova ambicija postati industrijski kemik. Leta 1897 je po končani maturi na srednji šoli v Frankfurtu začel študirati kemijo in mineralogijo na Univerzi v Marburgu. Njegova stranska predmeta sta bila fizika in psihologija. Pridružil se je tudi Študentskemu združenju naravoslovnih znanosti in medicine in študentski bratovščini. Tretji in četrti semester je študiral pri Adolfu von Baeyerju na Univerzi Munchen. Leta 1901 je doktoriral v Marburgu, njegovo doktorsko delo je bilo iz klasične organske kemije. Po končanem enoletnem vojaškem služenju se je vrnil na Univerzo v Marburgu, kjer je dve leti delal kot pomočnik doktorskega nadzornika, profesorja Theodorja Zinckeja. 
Njegov dolgoletni znanstveni sodelavec Nikolaus Riehl je trdil, da je imela družina judovske korenine, vendar to ni oviralo Hahnove akademske kariere med nacistično dobo. Po besedah novinarja so Hahna pogosto jemali kot žida, saj je njegov priimek tako judovsko zveneč, sam Hahn pa je trdil, da njegov priimek izvira iz materinske strani družine. Njegova skrivnost židovskih korenin je bila potemtakem skrita, saj si nemška znanost ne bi morala privoščiti izgube tako visoko cenjenega znanstvenika.

## Raziskave v Londonu in Montrealu (1904—1906)
Odkrivanje radiotorija in drugih novih elementov.
Hahnov namen je bil delati v industriji. S tem je v mislih in želji po izboljšanju znanja angleščine leta 1904 zasedel delovno mesto na Univerzi v Londonu, kjer je delal pri Williamu Ramsayju, ki je bil znan po tem, da je odkril inertne pline. Tu je Hahn preiskoval radiokemijo, ki je bila v tistem času zelo novo področje. V začetku leta 1905 je med svojim delom s solmi radija odkril novo snov, ki jo je imenoval radiotorij (torij-228). Ta naj bi veljala za nov radioaktivni element. V resnici je šlo za še neodkrit izotop znanega elementa torija. Kasnejši izraz izotop je namreč šele leta 1913 skoval britanski kemik Frederick Soddy.
Ramsay je bil zelo navdušen, ko so v njegovem inštitutu našli še en nov element in je odkritje nameraval napovedati na ustrezno primeren način. V skladu s tradicijo je to treba storiti pred Odborom častitljivega kraljevega društva. Na zasedanju kraljeve družbe 16. marca 1905 je Ramsay sporočil Hahnovo odkritje radiotorijev. Za torij-228 so se zanimali tudi novinarji, ki so o elementu in njegovemu odkritelju poročali v Dnevnem telegrafu, prvotni naslov ˝Novi radioaktivni element, ki razvija emonacijo torija˝ pa je bil objavljen v zborniku Proceedings of the Royal Society dne 24. marca 1905. To je bila prva od več kot 250 publikacij Otta Hahna s področja radiokemije.
Ramsay je Hahna priporočil kot odličnega sodelavca Ernestu Rutherfordu. Tako je Hahn od septembra 1905 do sredine leta 1906 raziskoval na Univerzi McGill v Montrealu. Tam je odkril torij C, radij D, radioaktinij, kasneje identificirani kot polonij-212, svinec-210 in torij-227, preiskal pa je tudi alfa žarke radiotorija.

## Raziskave v Berlinu (1906—1944)
Leta 1906 se je vrnil v Nemčijo, kjer je sodeloval z Emilom Fischerjem na Univerzi v Berlinu. Že v nekaj mesecih je s pomočjo dokaj primitivnih naprav odkril mesothorium I (radij-228) in mesothorium II (aktinij-228) ter torij-230. Kasneje se je radij-228 izkazal za zelo pomembno komponento v medicinski radiacijski terapiji (obsevanju).
Junija 1907 je pridobil habilitacijo za poučevanje na Univerzi v Berlinu. Ob neuspešni interpretaciji radioaktivne cepitve Harrieta Brooksa je bil kasneje Hahn prvi, ki mu je to uspelo, in sicer ga je interpretiral s pomočjo emisije alfa delcev. To odkritje mu je še bolj dvignilo ime v aktualni kemijski sferi. Posledično mu je bil leta 1910 dodeljen naziv profesorja, dve leti kasneje pa je postal vodja oddelka za radioaktivnost na novo ustanovljenem Kaiser Wilhelm inštitutu za kemijo v Berlinu. Leta 1914 je bil prvič nominiran za Nobelovo nagrado na področju kemije, in sicer za odkritje radija-228. Med leti 1928 in 1946 je bil direktor Kaiser Wilhelm inštituta za kemijo, leta 1924 pa kot častni član izvoljen v Prusko akademijo znanosti.
Ko je leta 1911 obiskal konferenco v Szczecinu na Poljskem, je tam spoznal Edith Junghans, mlado študentko umetnosti, s katero se je dve leti kasneje tudi poročil in dobil sina Hanna.

### Prva svetovna vojna
Med letoma 1914 in 1918 je bil vpoklican v nemško vojsko, kjer je sodeloval pri poskusih in uporabi klora kot vojnega plina, kasneje pa še v nekaj operacijah, izvedenih s pomočjo vojnih plinov. Leta 1917 je bil povišan celo v oficirja, njegovo vojaško službovanje pa se je končalo leta 1918 zaradi zastrupitve s fosgenom, ki zanj ni bila usodna.
Leta 1917 je s sodelavko Lise Meitner izoliral nov element, katerega sta poimenovala protactinium. Kasneje se je izkazalo, da gre za enega od izotopov, ki je bil šele kasneje poimenovan protaktinij (Pa91). Za to odkritje sta bila nominirana za Nobelovo nagrado na področju kemije leta 1920.
Februarja leta 1921 je Hahn objavil prvo poročilo o odkritju urana Z (kasneje protaktinij) kot prvega primera nuklearne izomerije. Za to odkritje je bil znova nominiran za Nobelovega nagrajenca.

## Uporabna radiokemija
V začetku leta 1920 je Otto Hahn razvil novo področje dela v kemiji. S pomočjo »emanacijske metode« in »emanacijske sposobnosti« (emanation ability), ki ju je odkril sam, je razvil, kar je kasneje postalo znano kot uporabna radiokemija, v namene raziskav splošnih kemijskih in fizikalno-kemijskih vprašanj. Kasneje je bila o tej raziskavi objavljena tudi knjiga v angleščini pod naslovom » Uporabna radiokemija«, ki je vsebovala Hahnova predavanja iz leta 1933, ko je poučeval na Cornell univerzi v New Yorku.

## Raziskava jedrne cepitve (1938)
Otto Hahn je skupaj s še dvema znanstvenikoma nadaljeval raziskave Enrica Fermina, v katerih je le-ta leta 1934 z nevtroni obstreljeval jedra urana. Do leta 1938 je bilo splošno znano, da atomi elementov z vrstnim številom večjim od 92 (znani kot transuranski elementi) nastanejo, ko atome urana obstreljujemo z nevtroni.
Med letoma 1934 in 1938 je Hahn skupaj z ekipo odkril veliko število elementov z vrstnim številom nad 92. Bili so prvi, ki so izmerili razpolovni čas urana-239 in objavili odkritje kemikalije, ki je bila izotop urana. Raziskave niso dokončali sami, kasneje so jo do logičnega zaključka pripeljali drugi in ugotovili, da je šlo za nov element z vrstnim številom 93, katerega so imenovali neptunij.
Leta 1938 je Hahn skupaj s Fritzem Strassmannom v svojih vzorcih, ki so bili rezultat obstreljevanja uranovih jeder, zaznal dve skupini alkalijskih kovin. Rezultati se niso skladali z ostalimi rezultati poskusov dobljenih do takrat. Na začetku so sklepali, da gre za radij, dobljen z razpadom dveh alfa delcev iz uranovega jedra, do takrat pa so to smatrali kot skoraj nemogoče – ideja razpada urana do barija (z odstranitvijo več kot 100 nukleonov) je bil namreč absurden. Kasneje je skupaj z Nielsom Bohrom in Ottom Robertom Fischerjem prišel do rezultatov, ki so kazali na tri izotope, ki so se obnašali ne kot radij, temveč kot barij.
6. januarja 1939 je Hahn rezultate svojih raziskav objavil v članku v reviji Naturwissenschaften. Kasneje je predvideval, da naj bi bili nekateri elementi, katere je smatral kot transuranske, v resnici tehnecij in drugi elementi z vrstnim številom od 43 do 46. Tako je konec januarja 1939 svoje trditve iz članka umaknil in jih popravil. Razložil je, da je v resnici opazil lahke plationide, barij, lantan in cerij. Tudi drugi znanstveniki so s poskušanjem prišli do enakih rezultatov. S svojim znanjem je bil Hahn sposoben izdelati prvo teoretično razlago jedrske fuzije (cepitve). To je bil izraz, ki ga je zasnoval Frisch in je kmalu prišel v svetovno uporabo. Frisch in Meitner sta kasneje objavila dva članka, ki sta Hahnovo hipotezo potrdila.
Otto Hahn in Fritz Strassmann sta v svoji drugi publikaciji o jedrski cepitvi (Die Naturwissenschaften) 10. februarja 1939 prvič uporabila izraz Uranspaltung (cepitev urana) in napovedala obstoj in sprostitev dodatnih nevtronov med procesom fisije, kar se je izkazalo za verižno reakcijo Frédérica Joliota in njegove ekipe marca 1939.
Do leta 1945 je Hahn spisal seznam 25 elementov in okoli 100 izotopov, katerih obstoj je tudi demonstriral.

## Interniranje v Angliji (1945)
Ob koncu druge svetovne vojne leta 1945 so Hahna osumili, da je delal na nemškem projektu jedrskega orožja za razvoj atomskega reaktorja ali atomske bombe, vendar je bila njegova edina povezava s tem odkritje cepitve, na samem programu pa ni delal.
Aprila 1945 so Hahna in devet vodilnih nemških fizikov (vključno z Maxom von Lauejem, Wernerjem Heisenbergom in Carlom Friedrichom von Weizsäckerjem) vzeli v pripor ter internirali v Farm Hall v Godmanchesterju, od 3. julija 1945 do 3. januarja 1946. Tam so tudi nemški znanstveniki prvič slišali o spuščenih atomskih bombah na Hirošimo in Nagasaki. Hahn je bil takrat na robu obupa.
Skupina se je 3. januarja 1946 smela vrniti nazaj v Nemčijo. Hahn, Heisenberg in von Laue pa so bili pripeljani v mesto Göttingen, ki je bilo pod nadzorom britanskih okupacijskih oblasti.

## Nobelova nagrada za kemijo 1944
15. novembra 1945 je Kraljeva švedska akademija znanosti naznanila, da je Hahn leta 1944 prejel Nobelovo nagrado za kemijo za svoje odkritje cepitve težkih atomskih jeder. Mnogi so menili, da bi morala biti Meitnerjeva nagrajena skupaj s Hahnom. V času objave njegove nagrade je bil Otto Hahn še vedno zadržan v Farm Hallu, zato je o svoji nagradi izvedel šele preko časopisa. 
Otto Hahn je bil med letoma 1914 in 1945 22-krat nominiran za Nobelovo nagrado za kemijo in 16-krat za Nobelovo nagrado za fiziko med letoma 1937 do 1947.

## Priznanja
Otto Hahn je v času svojega življenja prejemal številne medalje, znanstvene nagrade in štipendije akademij, društev in institucij z vsega sveta. Izbor teh je sledeč: 
- Železni križ, Nemško cesarstvo (1915),
- splošno častno odlikovanje, Nemško cesarstvo (1916)
- številne častne diplome, prav tako je bil izvoljen za člana (ali častnega člana) na 45 različnih akademijah in znanstvenih društvih,
- 37 najvišjih državnih in mednarodnih redov in medalj.

## Kasnejše življenje in smrt
Otto Hahn se je leta 1946 pridružil društvu Kaiser Wilhelm (KWG). Bil je zadnji predsednik ustanove, bil pa je tudi ustanovni predsednik društva Max Planck (MPG), kjer je svoje dolžnosti opravljal od leta 1948 do 1960. Tam mu je s svojo večno marljivostjo uspelo pridobiti ugled, kot ga je nekoč imel v društvu Kaiser Wilhelm. 
Hahn je umrl 28. julija 1968. Imel je 89 let.

## Zapuščina
Hahnova smrt ni ustavila njegovega javnega odobravanja. Leta 1971 so ameriški kemiki podali predloge, da bi novo sintetizirani element št. 105 imenovali hahnium v njegovo čast, vendar ga je leta 1997 IUPAC (Mednarodna zveza čiste in uporabne kemije) poimenovala dubnium po ruskem raziskovalnem centru v Dubni.
Leta 1964 so v njegovo čast poimenovali edino evropsko civilno ladjo na jedrski pogon in sicer tovorni voz NS Otto Hahn. Leta 1959 je bila slovesna otvoritev Inštituta Otto Hahn v Mainzu in Hahn-Meitner Inštituta za jedrske raziskave (HMI) v Berlinu. Na Marsu in Luni so kraterji ter asteroid št. 19126 Ottohahn poimenovani v njegovo čast.
Mnoga mesta in okrožja v nemško govorečih državah so po njem poimenovala srednje šole, tudi ulice, trgi in mostovi po vsej Evropi nosijo njegovo ime. Več kot dvajset držav po vsem svetu je počastilo Otta Hahna z izdajo kovancev, medalj ali znamk z njegovim portretom, po njem pa so poimenovali tudi otok na Antarktiki.
V več mestih in okrožjih so odkrili spomenike in spominske plošče Otta Hahna, tudi na Dunaju v preddverju Mednarodne agencije za atomsko energijo (IAEA). V Göttingenu in Ottobrunnu v bližini Münchna obstajata dve javni središči Otto Hahn, še eno pa načrtujejo tudi v njegovem rodnem kraju v Frankfurtu, medtem ko mu je mesto Albstadt leta 2011 v svoji lokalni akademiji IHK ustvarilo spominsko mesto. V začetku leta 2014 je Univerza v Dortmundu v svoji splošni univerzitetni knjižnici odprla dve novi knjižnici poimenovani Otto Hahn, ki sta specializirani za naravoslovje in tehnologijo.
Konec leta 1999 je nemška časopisna revija Focus objavila seznam 500 vodilnih naravoslovcev, inženirjev in zdravnikov 20. stoletja. Otto Hahn je bil tretji na tem seznamu, takoj za teoretičnima fizikoma Albertom Einsteinom in Maxom Planckom ter tako obveljal za najpomembnejšega empiričnega raziskovalca svojega časa.